# Американский золотой орёл
Американский золотой орёл (англ. American Gold Eagle, American Eagle Gold Bullion Coins) — инвестиционные монеты США. Выпуск монет этой серии был начат в 1986 году на основании Монетного акта 1985 года. В настоящее время «Американский золотой орёл» — одна из самых популярных и распространённых золотых инвестиционных монет в США.
В зависимости от массы золота выпускается в четырёх номиналах: 5, 10, 25, 50 долларов США. Монеты в основном выпускаются с качеством чеканки анциркулейтед («АЦ»), но также имеются ограниченные выпуски в улучшенном качестве «пруф» для коллекционеров.
Аверс монет представляет собой изображение женщины, символизирующей Свободу, которая держит в правой руке факел, а в левой — оливковую ветвь (символ мира). Женщина находится в лучах восходящего солнца, на заднем плане расположено здание вашингтонского Капитолия. По краю монеты отчеканены 50 звёзд (по количеству штатов) и надпись «LIBERTY». Справа на аверсе монеты указан год чеканки, который до 1991 года указывался римскими цифрами.
Дизайн аверса монеты остаётся неизменным на протяжении всего периода выпуска, дизайн реверса был изменён в 2021 году.
На старом реверсе монеты (1986—2021) изображён орёл, садящийся в гнездо к орлице с птенцами. Над орлом расположена надпись «UNITED STATES OF AMERICA». Слева и справа от гнезда расположены надписи «E Pluribus Unum» (с лат. — «Из многих единое»), и «In God We Trust» (с англ. — «На Бога уповаем»). Под гнездом указан номинал монеты, вес монеты, и надпись «FINE GOLD» (чистое золото).
На новом реверсе монеты (с 2021) изображёна голова орла. Надписи остались те же, что и на старом, но расположены в других местах.
Для изготовления монет используется золото с пробой металла 916,7, которое добывают только в США. В качестве примесей в золото добавляют 3 % серебра и 5,33 % меди, что делает монету более износостойкой. Благодаря меди «Золотой Орёл» имеет слегка красноватый оттенок.
Номиналы монет носят чисто символический характер, так как её стоимость изменяется в зависимости от курса золота на мировых товарных биржах. Так, по состоянию на 24 февраля 2017 года монеты 2016 года номиналом 50 долларов продавались по цене 1560 долларов.
Характеристики инвестиционной монеты «Американский золотой орёл»:
| Номинал | Качество чеканки | Проба металла | Масса монеты, грамм | Масса чистого золота, грамм | Диаметр, мм | Толщина монеты, мм |
| ------- | ---------------- | ------------- | ------------------- | --------------------------- | ----------- | ------------------ |
| 50 $    | UNC              | 916,7         | 33,93               | 31,1035                     | 32,7        | 2,87               |
| 25 $    | UNC              | 916,7         | 16,965              | 15,5517                     | 27          | 2,15               |
| 10 $    | UNC              | 916,7         | 8,483               | 7,7759                      | 22          | 1,78               |
| 5 $     | UNC              | 916,7         | 3,393               | 3,1103                      | 16,5        | 1,26               |